# منطقه لوم کاو
لوم کاو (تای: หล่มเก่า, تلفظ‌شده به صورت [lòm kàw]) شمالی ترین شهرستان(آمفوی) در استان پتچابون، در شمال تایلند است.